# Isabella d'Orléans (1900)
Isabelle Françoise Hélène Marie d'Orléans (Parigi, 27 novembre 1900 – Louveciennes, 12 febbraio 1983) è stata una nobile francese, parte della casata Borbone-Orléans; è stata contessa per matrimonio con Bruno d'Harcourt e principessa per matrimonio con Pierre Murat.

## Biografia
Isabelle d'Orléans è la figlia di Giovanni d'Orléans, duca di Guisa e pretendente della casata d'Orléans al trono di Francia con il nome di Giovanni III.
Isabelle d'Orléans trascorre la sua infanzia con la sua famiglia in Francia, in Marocco e in Belgio.
A 23 anni, il 12 settembre 1923, Isabelle d'Orléans sposa in prime nozze a Chesnay il conte Bruno d'Harcourt, pilota automobilistico di fama. Il marito fa parte di una delle famiglie più importanti della nobiltà francese, figlio del conte Eugène d'Harcourt e di Armande de Pierre de Bernis. La coppia ebbe quattro figli:
- Bernard d'Harcourt (1925-1958), che ha sposato nel 1948 Zina Rachevsky (1930-1973) e nel 1951 Yvonne de Contades (1928). Nel secondo matrimonio sono nati due bambini;
- Gilonne d'Harcourt (1927-2019), che ha sposato il conte Antoine de Dreux-Brèzé (1928-2013). Hanno avuto cinque figli di cui tre morti giovani;
- Isabelle d'Harcourt (1927-1993) che ha sposato nel 1948 il principe Louis Murat (1920-2004)[2]. Hanno avuto sei figli;
- Monique d'Harcourt (1929), che ha sposato il conte Alfred Boulay de la Meurthe (1925-2014), pronipote di François Joseph Boulay de la Meurthe. Hanno avuto tre figli.

Il matrimonio è infelice, il fascino conferitogli dalle sue qualità di pilota automobilistico gli offre occasioni per relazioni parallele. Bruno d'Harcourt ebbe una relazione con Hellé Nice campionessa di Formula Grand Prix. Il 19 aprile 1930, il conte Bruno muore a Casablanca dopo aver avuto un incidente a Anfa con la sua Bugatti mentre partecipava al Grand Prix du Maroc. 
Divenuta vedova, la principessa Isabelle si risposa qualche anno più tardi e rinuncia ai suoi diritti, prerogative e al titolo di principessa della Casa di Francia. Isabelle d'Orléans sposa il 12 luglio 1934 a Jouy-en-Josas il principe Pierre Murat (1900-1948), figlio del principe Eugène Joachim Murat (1875-1906) e di sua moglie Violette Ney d'Elchingen (1878-1936).
Isabelle d'Orléans è stata, dalla guerra d'Algeria fino alla sua morte, la madrina del settimo battaglione dei cacciatori alpini. La tradizione del battaglione ha visto in lei una continuità con un suo discendente Ferdinand-Philippe d'Orléans.
Isabella d'Orléans riposa al cimitero di Montparnasse.

## Ascendenza
|                                    |                          |                                            | Genitori                                     |  |  | Nonni |  |  | Bisnonni                 |  |  | Trisnonni                           |  |
|                                    |                          |                                            |                                              |  |  |       |  |  | Luigi Filippo di Francia |  |  | Luigi Filippo II di Borbone-Orléans |  |
|                                    |                          |                                            |                                              |  |  |       |  |  | Luigi Filippo di Francia |  |  | Luigi Filippo II di Borbone-Orléans |  |
|                                    |                          | Luisa Maria Adelaide di Borbone-Penthièvre |                                              |  |  |       |  |  | Luigi Filippo di Francia |  |  |                                     |  |
| Ferdinando Filippo d'Orléans       |                          |                                            |                                              |  |  |       |  |  | Luigi Filippo di Francia |  |  |                                     |  |
|                                    |                          | Maria Amalia di Borbone-Due Sicilie        | Ferdinando I delle Due Sicilie               |  |  |       |  |  |                          |  |  |                                     |  |
|                                    |                          | Maria Amalia di Borbone-Due Sicilie        | Ferdinando I delle Due Sicilie               |  |  |       |  |  |                          |  |  |                                     |  |
|                                    |                          | Maria Amalia di Borbone-Due Sicilie        | Maria Carolina d'Asburgo-Lorena              |  |  |       |  |  |                          |  |  |                                     |  |
| Luigi Filippo Alberto d'Orléans    |                          | Maria Amalia di Borbone-Due Sicilie        |                                              |  |  |       |  |  |                          |  |  |                                     |  |
|                                    |                          | Federico Ludovico di Meclemburgo-Schwerin  | Federico Francesco I di Meclemburgo-Schwerin |  |  |       |  |  |                          |  |  |                                     |  |
|                                    |                          | Federico Ludovico di Meclemburgo-Schwerin  | Federico Francesco I di Meclemburgo-Schwerin |  |  |       |  |  |                          |  |  |                                     |  |
|                                    |                          | Federico Ludovico di Meclemburgo-Schwerin  | Luisa di Sassonia-Gotha-Altenburg            |  |  |       |  |  |                          |  |  |                                     |  |
| Elena di Meclemburgo-Schwerin      |                          | Federico Ludovico di Meclemburgo-Schwerin  |                                              |  |  |       |  |  |                          |  |  |                                     |  |
|                                    |                          | Carolina Luisa di Sassonia-Weimar-Eisenach | Carlo Augusto di Sassonia-Weimar-Eisenach    |  |  |       |  |  |                          |  |  |                                     |  |
|                                    |                          | Carolina Luisa di Sassonia-Weimar-Eisenach | Carlo Augusto di Sassonia-Weimar-Eisenach    |  |  |       |  |  |                          |  |  |                                     |  |
|                                    |                          | Carolina Luisa di Sassonia-Weimar-Eisenach | Luisa Augusta d'Assia-Darmstadt              |  |  |       |  |  |                          |  |  |                                     |  |
| Isabella d'Orleans                 |                          | Carolina Luisa di Sassonia-Weimar-Eisenach |                                              |  |  |       |  |  |                          |  |  |                                     |  |
|                                    | Luigi Filippo di Francia | Luigi Filippo II di Borbone-Orléans        |                                              |  |  |       |  |  |                          |  |  |                                     |  |
|                                    | Luigi Filippo di Francia | Luigi Filippo II di Borbone-Orléans        |                                              |  |  |       |  |  |                          |  |  |                                     |  |
|                                    | Luigi Filippo di Francia | Luisa Maria Adelaide di Borbone-Penthièvre |                                              |  |  |       |  |  |                          |  |  |                                     |  |
| Antonio d'Orléans                  | Luigi Filippo di Francia |                                            |                                              |  |  |       |  |  |                          |  |  |                                     |  |
|                                    |                          | Maria Amalia di Borbone-Due Sicilie        | Ferdinando I delle Due Sicilie               |  |  |       |  |  |                          |  |  |                                     |  |
|                                    |                          | Maria Amalia di Borbone-Due Sicilie        | Ferdinando I delle Due Sicilie               |  |  |       |  |  |                          |  |  |                                     |  |
|                                    |                          | Maria Amalia di Borbone-Due Sicilie        | Maria Carolina d'Asburgo-Lorena              |  |  |       |  |  |                          |  |  |                                     |  |
| Maria Isabella d'Orléans           |                          | Maria Amalia di Borbone-Due Sicilie        |                                              |  |  |       |  |  |                          |  |  |                                     |  |
|                                    |                          | Ferdinando VII di Spagna                   | Carlo IV di Spagna                           |  |  |       |  |  |                          |  |  |                                     |  |
|                                    |                          | Ferdinando VII di Spagna                   | Carlo IV di Spagna                           |  |  |       |  |  |                          |  |  |                                     |  |
|                                    |                          | Ferdinando VII di Spagna                   | Maria Luisa di Borbone-Parma                 |  |  |       |  |  |                          |  |  |                                     |  |
| Luisa Ferdinanda di Borbone-Spagna |                          | Ferdinando VII di Spagna                   |                                              |  |  |       |  |  |                          |  |  |                                     |  |
|                                    |                          | Maria Cristina di Borbone-Due Sicilie      | Francesco I delle Due Sicilie                |  |  |       |  |  |                          |  |  |                                     |  |
|                                    |                          | Maria Cristina di Borbone-Due Sicilie      | Francesco I delle Due Sicilie                |  |  |       |  |  |                          |  |  |                                     |  |
|                                    |                          | Maria Cristina di Borbone-Due Sicilie      | Maria Isabella di Borbone-Spagna             |  |  |       |  |  |                          |  |  |                                     |  |
|                                    |                          | Maria Cristina di Borbone-Due Sicilie      |                                              |  |  |       |  |  |                          |  |  |                                     |  |

## Titoli
I titoli portati dai membri della casata d'Orléans non esistono giuridicamente in Francia ma sono considerati come titoli di cortesia. Sono attribuiti per nascita:
- 27 novembre 1900 — 12 settembre 1923: sua altezza reale la principessa Isabelle d'Orléans;
- 12 settembre 1923 — 28 marzo 1926: sua altezza reale la principessa Isabelle d'Orléans, contessa Bruno d'Harcourt (dopo il suo matrimonio);
- 28 marzo 1926 — 12 luglio 1934: sua altezza reale la principessa Isabelle d'Orléans, figlia di Francia, contessa Bruno d'Harcourt (suo padre è divenuto il pretendente orleanista al trono di Francia);
- 12 luglio 1934 — 12 febbraio 1983: sua altezza la principessa Pierre Murat (prima di rinunciare ai suoi titoli).